# هوبير ماتيس
هوبير ماتيس (بالفرنسية: Hubert Mathis)‏ ولد بتاريخ 12 مارس 1950، هو دراج فرنسي سابق في صنف سباق الدراجات على الطريق.

## سجل النتائج

### سباقات أو مراحل فاز بها
- طواف فرنسا

## وصلات خارجية
- الموقع الرسمي

## روابط خارجية
- هوبير ماتيس على موقع أرشيف الدراجات (الإنجليزية)
- هوبير ماتيس على موقع إحصائيات الدراجات الإحترافية (الإنجليزية)
- هوبير ماتيس على موقع CycleBase (الإنجليزية)